# Kloster Zinna
Kloster Zinna (dawniej Zinna) – dawne miasto, obecnie dzielnica miasta Jüterbog we wschodnich Niemczech, w kraju związkowym Brandenburgia, w powiecie Teltow-Fläming. 
Kloster Zinna to osada przyklasztorna, która powstała obok klasztoru Zinna z kościołem św. Marii Panny. Osadzie nadano w 1764 prawa miejskie, które utraciła 1 stycznia 1862 roku. Nadal zachował się miejski układ urbanistyczny z rynkiem.
1 grudnia 1997 Kloster Zinna włączono do Jüterbog.
Na wschód od Kloster Zinna leży wieś Neuheim, do 1951 nazywana Dorf Zinna (Zinna-Wieś).